# Marek Szyndrowski
Marek Szyndrowski (ur. 30 października 1980 w Świętochłowicach) – polski piłkarz grający na pozycji obrońcy. Od 2018 piłkarz Warty Kamieńskie Młyny.

## Kariera
Marek Szyndrowski piłkarską karierę rozpoczynał w Ruchu Chorzów. W sezonie 1995/1996 został włączony do pierwszego składu chorzowskiej drużyny. Zadebiutował w niej jednak dopiero 23 września 2000 roku w wygranym spotkaniu z Dyskobolią (3:1). Pierwszy mecz w polskiej Ekstraklasie rozegrał ponad miesiąc później – 28 października z Legią. W Ruchu wystąpił łącznie w 58 pojedynkach.
Przed sezonem 2004/2005 przeniósł się do Korony Kielce, gdzie od razu stał się podstawowym zawodnikiem. Po awansie kieleckiego zespołu do Ekstraklasy, Szyndrowski pojawiał się coraz rzadziej na boisku. Spowodowało to, iż w 2007 roku przeszedł na zasadzie wypożyczenia do występującej wówczas w drugiej lidze Arki Gdynia. Po sezonie 2007/2008 powrócił do zespołu Korony i ponownie wywalczył sobie miejsce w pierwszej jedenastce. Łącznie w barwach kieleckiego klubu rozegrał 79 meczów.
W czerwcu 2009 roku Szyndrowski podpisał dwuletni kontrakt z GKS-em Bełchatów. W jego barwach zadebiutował 15 sierpnia w przegranym pojedynku z Wisłą Kraków. 2 listopada 2010 rozwiązał umowę z bełchatowskim zespołem. W ostatnich miesiącach Szyndrowski był odsunięty od pierwszego zespołu i trenował z zespołem Młodej Ekstraklasy. 4 listopada 2010 roku podpisał umowę ze swoim pierwszym w profesjonalnej karierze klubem – Ruchem Chorzów. W sezonie 2011/2012 z Niebieskimi zdobył wicemistrzostwo Polski i grał w finale Pucharu Polski.